# كيفن تشنغ
كيفن تشنغ (بالإنجليزية: Kevin Cheng)‏ هو مغني وعارض وممثل أمريكي، ولد في 15 أغسطس 1969 بسان فرانسيسكو في الولايات المتحدة.

## وصلات خارجية
- كيفن تشنغ على موقع IMDb (الإنجليزية)
- كيفن تشنغ على موقع ميوزك برينز (الإنجليزية)
- كيفن تشنغ على موقع ديسكوغز (الإنجليزية)
- كيفن تشنغ على موقع قاعدة بيانات الفيلم (الإنجليزية)